# Jonas Thern
Jonas Magnus Thern, född 20 mars 1967 i Falköping, är en svensk fotbollstränare och före detta fotbollsspelare (mittfältare).

## Biografi
Jonas Thern är son till tidigare fotbollsspelaren Bo Thern och far till fotbollsspelaren Simon Thern.
Thern valdes in som nummer 49 i Svensk fotbolls Hall of Fame.

### Klubbkarriär
Thern värvades som 17-åring från IFK Värnamo 1985 till Malmö FF av managern Tord Grip. Där blev Thern en del av den nya generationen spelare i laget tillsammans med bland andra Stefan Schwarz och Joakim Nilsson. Laget tränades av Roy Hodgson och nådde stora framgångar under andra halvan av 1980-talet.
Det första året i Malmö FF blev det mest spel i reservlaget och Thern debuterade i allsvenskan den 3 juli 1985 på Ullevi i 1–0-vinsten mot IFK Göteborg. Året därpå spelade han till sig en ordinarie plats, till en början en komplementsroll till höger på mittfältet, och 1986 var han med om att vinna både Allsvenskan och Svenska cupen. Inför säsongen 1987 hade Thern kvalificerat sig för lagets verkliga dirigentroll, innermittfältarens, och han spelade 20 matcher och gjorde 3 mål när Malmö FF vann den allsvenska grundserien 1987.
Från februari till slutet av april 1988 blev han utlånad och spelade 5 matcher i FC Zürich. Tillbaka i Malmö stod Thern för en imponerande säsong, där han spelade 18 matcher och gjorde 4 mål i Allsvenskan 1988. Malmö FF vann även slutspelet efter finalvinst mot Djurgårdens IF, och blev svenska mästare.
1989 var Thern med och vann Svenska cupen efter final mot Djurgårdens IF och hjälpte Malmö FF att ta ledningen i allsvenskan efter tretton spelade matcher, innan han under sommaren gick till Benfica där Sven-Göran Eriksson var tränare. Kort efter flytten vann Thern som 22-åring Guldbollen för 1989. Juryns motivering löd: "Han har visat både skicklighet, mognad, kreativitet och respektlöshet och uppfyller därmed alla krav som ställs på en vinnare av det finaste individuella priset i svensk fotboll. Jonas Thern är den främste representanten för den nya generationen som bidragit till att föra Sverige till VM-slutspelet i Italien".
Thern spelade Europacupfinal mot Milan 23 maj 1990 men förlorade med 0–1. Även Mats Magnusson ingick i laget. Under sommaren 1990 värvades även Stefan Schwarz till Benfica, och klubben blev portugisiska ligamästare 1991.
Sommaren 1992 gick Thern till Italien och Napoli, för övergångssumman 4,8 miljarder lire (ca 2,5 miljoner kronor). Det var främst tränaren Claudio Ranieri som låg bakom att Thern kom till Italien. Thern, tillsammans med sjärnor som Careca och Zola, fick den otacksamma uppgiften att hjälpa till att fylla luckan för Diego Maradona som då hade lämnat klubben. Napoli slutade på elfte plats i Serie A 1993, två poäng från nedflyttningsstrecket. Tränaren Ranieri fick sparken efter nionde omgången och ersattes av Ottavio Bianchi. Marcello Lippi blev ny tränare i Napoli och ledde laget till en sjätteplats i Serie A 1994 men klubben hade stora ekonomiska problem och sålde därför sina bästa spelare. Före VM 1994 skrev Thern på ett treårskontrakt med Roma och flyttade till Italiens huvudstad två veckor efter hyllningarna i Rålambshovsparken.
I Roma-dressen gjorde Thern 59 matcher och tre mål, på tre säsonger. Laget, lett av Carlo Mazzone, slutade på en femteplats i Serie A både 1995 och 1996, med bland annat en ung Francesco Totti i laget. Therns sista säsong i klubben gick sämre och Roma slutade på tolfte plats i ligan. Tränaren Carlos Bianchi sparkades under slutet av säsongen och ersattes av svensken Nils Liedholm.
När kontraktet i Roma gick ut nobbade Thern engelska storklubbar som Liverpool och Arsenal och gick som Bosmanfall till ett storsatsande Glasgow Rangers. Där blev han klubbkamrat med bland andra Joachim Björklund, Paul Gascoigne och Brian Laudrup. Thern stördes av en knäskada under sin tid i Skottland, men spelade ändå 31 matcher och gjorde totalt 4 mål. Fansen på Ibrox minns fortfarande svensken, mycket tack vare ett drömmål mot Celtic 12 april 1998. Under den andra säsongen blev det bara en ligamatch, 2 augusti 1998 mot Hearts, och Thern tvingades avbryta den aktiva karriären efter en lång tid kantad av skador. Han lämnade Skottland och flyttade hem, till gården Herrestad utanför Värnamo.

### Landslagskarriär
Thern debuterade i det svenska landslaget 14 oktober 1987 i en träningsmatch mot Västtyskland. Han deltog i Sveriges lag i OS-turneringen i Seoul i september 1988, och spelade i två av matcherna. I den inledande matchen mot Tunisien blev han utvisad, och spelade sedan igen i kvartsfinalen mot Italien där Sverige åkte ut efter förlängning.
Thern spelade flest landskamper av alla svenska spelare 1988. Han var under detta år högermittfältare, då Robert Prytz och Glenn Strömberg var förstaval på innermittfältet. Året därpå tog Thern steget in i mitten, då både Prytz och Strömberg förlorade förbundskapten Olle Nordins förtroende. I VM 1990 i Italien var Thern lagkapten i Glenn Hyséns frånvaro i inledningsmatchen mot Brasilien, och var innermittfältare tillsammans med Klas Ingesson. Thern ådrog sig en skada i matchen mot Skottland och missade den sista matchen mot Costa Rica.
Thern spelade alla matcherna i EM 1992 och var även lagkapten. Här blev samarbetet med före detta klubbkamraten från Malmö FF och Benfica Stefan Schwarz en stor framgång på innermittfältet. Förbundskaptenen Tommy Svensson hade sett dem dominera mittfältet tillsammans i Benfica, då de slog ut ett Arsenal i storform i Europacupen i november 1991.
Thern var även lagkapten för Sveriges lag som tog brons i VM 1994. I åttondelsfinalen skadade Thern höger knä mot Saudiarabien. En ömmande ledkapsel tvingade honom att stå över kvartsfinalen mot Rumänien, och i semifinalen mot Brasilien blev han utvisad.
Sverige missade att kvala in sig till EM 1996 i England. Sverige missade även kvalet till VM-slutspelet 1998 i Frankrike, mycket på grund av två 0–1-förluster mot Österrike. I den första av dessa ledde ett bolltapp av Thern till det avgörande målet av Herzog.
Therns sista landskamp blev VM-kvalmatchen mot Lettland 10 september 1997. Han spelade totalt 75 A-landskamper.

### Tränarkarriär
År 2000 inledde Thern en ny karriär som tränare i sin gamla klubb IFK Värnamo. Första säsongen gick laget upp i division 2 efter kval. I september 2001 blev det klart att Thern från 2002 skulle bli tränare för allsvenska Halmstads BK, som efterträdare till Tom Prahl. Thern ledde laget till en sjätteplats i  Allsvenskan 2002 och en niondeplats 2003 innan han lämnade klubben.
Han arbetade också som lärare på John Bauergymnasiet i Värnamo efter en sejour som lärare på John Bauergymnasiet i Malmö.
2004 startade Thern fotbollsakademin Calcio Academy. Som tränare med IFK Värnamo, låg Thern bakom mycket av avancemanget till Superettan 2010. Under 2014 flyttade akademin till Osby för ett samarbete med Osby kommun och Ekbackeskolan.
I juli 2016 i samband med att Janne Andersson blev ny svensk förbundskapten efter Erik Hamrén plockades även Thern in i ledarstaben och blev utsedd till scout åt det svenska landslaget.  Med ett halvår kvar till VM 2018, valde 50-åringen att lämna sitt uppdrag. Anledningen var tidsbrist. Thern fick det helt enkelt inte att gå ihop med hans uppdrag för bland andra Fotbollsakademin.
I november 2016 kom han på deltid att ingå i tränarstaben och hade en övergripande roll i Landskrona BoIS ungdomsverksamhet när det gällde utbildning och stöd till ledare.Thern lämnade klubben redan i april året därpå.
I januari 2019 blev det klart att Thern skulle ta över som huvudtränare igen för IFK Värnamo. Med serieseger i Ettan södra 2020 tog Thern laget upp till Superettan, och efter serieseger även där 2021 blev Värnamo klart för Allsvenskan 2022. Thern hade delat ansvar med Robin Asterhed när IFK Värnamo tog klivet upp till Allsvenskan, och under 2022 var Thern assisterande tränare till Kim Hellberg. 2023 fick Thern en ny roll i klubben som scout.

## Meriter
- A-landskamper: 75, 6 mål (1987–1997)[36]
- VM-turneringar: 1990, 1994
  - VM-brons: 1994
- EM-turneringar: 1992
  - EM-semifinal: 1992
- Svensk mästare: 1986 och 1988
- Svensk cupmästare: 1986 och 1989
- Portugisisk mästare: 1991

## Priser och utmärkelser
- Guldbollen: 1989
- Kopia av Svenska Dagbladets guldmedalj 1994.
- Årets smålänning 2010.[37]